# Grizzlybjørn
Grizzlybjørn (Ursus arctos horribilis), også kaldet amerikansk grizzlybjørn og amerikansk brunbjørn kategoriseres som en nordamerikansk underart af brunbjørn (Ursus arctos). Grizzlybjørne kan i nordamerikansk sammenhæng kaldes indlandsbjørne, i modsætning til brunbjørn og kodiakbjørnen som er kystbjørne.

## Beskrivelse
Grizzlybjørnen er en stor og kompakt brun bjørn med grå hårspidser i det yderste hårlag  i pelsen, hvilket giver den en "grålighed", deraf navnet grizzly. Grizzlybjørnen er kendetegnet ved en stor pukkel på ryggen, siddende mellem skulderbladene. Dette er en muskelmasse, som bjørnen bruger til at give styrke til forlabberne, når den graver. Hovedet er stort og rundt og giver den et konkavt ansigtsudryk set i profil.
Grizzlybjørnen vejer normalt omkring 180-410 kg, men store hanner kan nå en vægt på nærmere 640 kg. Hannen bliver gerne ca. 1,8 gange større end hunnen. Pelsfarven varierer meget i forhold til dens geografiske spredning, fra nærmest blond til mørk brun og næsten sort. Farveforskellene kan være et resultat af bjørnenes levesteder, hvilket omfatter forskelle i både føde og klima. Bjørne, der lever i kystnære omgivelser er ofte mere brune, mens indlandsbjørnene ofte bliver mere grå.

## Andre grizzlybjørne
Det findes også en mindre kendt sort grizzly (Ursus arctos lasiotus), også kaldt amurgrizzly, i Asien. Tidligere fandtes også en mexikansk grizzlybjørn (Ursus arctos nelsoni), men denne antages at være uddød omkring 1982–1986. Det sidste kendte eksemplar af den mexikanske grizzly blev skudt i 1976 i Sonora.